# Браун, Сесили
Сесили Браун (англ. Cecily Brown; род. 1969) ― британская художница.
Её художественный стиль испытал влияние со стороны целого ряда художников, начиная с Франсиско Гойи, Виллема де Кунинга, Фрэнсиса Бэкона и Джоан Митчелл, до старых мастеров вроде Рубенса и Пуссена, хотя в целом её работы также характеризуются отчетливо женским подходом к живописи. В настоящее время живет и работает в Нью-Йорке.

## Биография
Браун родилась в Англии в 1969 году в семье писательницы Шены Маккей и искусствоведа Дэвида Сильвестра. Ещё в трёхлетнем возраста Браун решила стать художницей; в этом стремлении её поддержала вся её семья, особенно ее бабушка и два дяди, которые сами были художниками. В 1992 году, будучи студентом по обмену в Школе искусств Слейда, поселилась в Нью-Йорке, а в 1994 году избрала его своим постоянным местом жительства. Браун замужем за архитектурным критиком Николаем Урусовым; вместе у них есть одна дочь, Селеста.
С 2014 года Браун является членом Совета директоров Фонда современного искусства (Foundation for Contemporary Arts, FCA).
Браун ― дипломированный специалист по искусству и дизайну (Школе искусств Эпсома, Суррей, Англия, 1985–87, ныне Университет творческих искусств). Она также посещала занятия рисования и печати в колледже Морли, Лондон (1987–89) и получила степень бакалавра изящных искусств в Школе искусств Слейда, Лондон (1989–93). Во время учёбы работала в анимационной студии. В дополнение к живописи, Браун также изучала гравюру и рисование. Она получила диплом с отличием первого класса в Слейде и стала победительницей в Национальном конкурсе среди британских студентов-искусствоведов.
Браун стала известна миру искусства в конце 1990-х благодаря своей выставке абстрактных картин кроликов, резвящихся на фоне вакханалийских пейзажей. В 1995 году мир искусства обратил внимание на её работу «Четыре буквы небес», представленную на кинофестивале в Теллурайде. Её работы в основном посвящены эротическим и порнографическим темам. Браун содержала студию на Манхэттене, в 2011 году перешла на работу в студию возле Юнион-сквер. Сейчас её работы представлены в галерее Паулы Купер в Нью-Йорке.